# Lourdes Oyarbide
Lourdes Oyarbide Jimenez, née le 8 avril 1994 à Egino est une coureuse cycliste espagnole, membre de l'équipe Movistar. Elle est Championne d'Espagne du contre-la-montre en 2017.

## Biographie
En juniors, Lourdes Oyarbide est championne d'Espagne du contre-la-montre de la catégorie en 2011 et 2012. En 2013, elle intègre l'équipe Bizkaia-Durango. L'année suivante, elle dispute ses premiers championnats du monde en catégorie élite, à Ponferrada. Elle y remplace Leire Olaberria, malade, au contre-la-montre, dont elle prend la 34e place. En 2017, elle est championne d'Espagne du contre-la-montre, et dispute la course en ligne et le contre-la-montre des championnats du monde de Bergen. En 2018, elle rejoint la nouvelle équipe Movistar.
Elle arrête sa carrière à la fin de l’année 2024.

## Palmarès

### Par année
- 2011
  -  Championne d'Espagne du contre-la-montre juniors
- 2012
  -  Championne d'Espagne du contre-la-montre juniors
  - 3e du championnat d'Espagne sur route juniors
  - 10e du championnat du monde du contre-la-montre juniors
- 2017
  -  Championne d'Espagne du contre-la-montre
- 2019
  -  Championne d'Espagne sur route
  - 4e étape du Tour de Burgos
  - 2e du championnat d'Espagne du contre-la-montre
  - 3e du Tour de Thuringe

### Résultats sur les grands tours

#### Tour d'Espagne
1 participation
- 2024 : 107e

### Classements mondiaux
| Année                                 | 2016 | 2017 | 2018 | 2019 | 2020 | 2021 | 2022 | 2023  | 2024 |
| ------------------------------------- | ---- | ---- | ---- | ---- | ---- | ---- | ---- | ----- | ---- |
| Classement UCI                        | 383e | 382e | 338e | 92e  | 491e | 164e | nc   | 1036e | 820e |
| UCI World Tour                        | nc   | nc   | 131e | 161e | nc   | 152e | nc   | 325e  | nc   |
|                                       |      |      |      |      |      |      |      |       |      |
| Légende : nc = non classéSource : UCI |      |      |      |      |      |      |      |       |      |